# Dorna Candrenilor
Dorna Candrenilor é uma comuna romena localizada no distrito de Suceava, na região de Bucovina. A comuna possui uma área de 221.29 km² e sua população era de 2996 habitantes segundo o censo de 2007.